# Abraham Weinberg
Abraham ben Icchak Weinberg (Abraham Weinberg (I), Abraham ze Słonima, Rabi ze Słonima, hebr. אברהם וינברג, jid. Słonimer Rebe, ur. w 1802 (1804) w Słonimie, zm. w 1883 (1884) tamże) – cadyk chasydzki, założyciel dynastii cadyków ze Słonimia

## Życiorys
Zanim zainteresował się chasydyzmem, był już uznanym autorytetem rabinicznym i założycielem misnagdyckiej jesziwy w Słonimie, której przewodził w latach 1830–1843. Z czasem zrezygnował z tej funkcji i został uczniem Noacha z Lachowicz i Moszego z Kobrynia, który na krótko przed swoją śmiercią w 1858 wyznaczył go na swojego następcę w roli cadyka (część uczniów Moszego skupiła się wokół jego wnuka: Noacha Neftalego z Kobrynia). Szybko stał się jedną z najbardziej znaczących postaci chasydyzmu na terenach obecnej Litwy i Białorusi.

## Chasydyzm
Uchodził za wybitnego znawcę Tory i człowieka pobożnego, przesiąkniętego entuzjazmem religijnym (hebr. hitlahawut). Mówiono o nim, że 
„modlił się cicho, bez najmniejszego ruchu, lecz
mimo to jego oblicze płonęło tak, iż patrzących nań przenikał hitlahawut”
W odróżnieniu od Moszego z Kobrynia, który wiele uwagi poświęcał zastosowaniu Prawa w codziennym życiu, Abraham uznawał studiowanie Tory za wartość samą w sobie. Podkreślał znaczenie modlitwy, miłości do Boga i lęku przed Nim. Nie pochwalał ostentacyjnego entuzjazmu religijnego, jaki cechował m.in. chasydów z Karolina.
Poza swoim udziałem w tworzeniu ideologii chasydyzmu odegrał też istotną rolę w tworzeniu wspólnoty chasydzkiej w Słonimie, która była pierwszą znaczącą grupą chasydzką współistniejącą w zgodzie ze społecznością antychasydzką, jaką byli dominujący w mieście misnagdzi (wyznawcy tradycyjnego judaizmu rabinicznego).

## Dzieła
Abraham Weinberg jest autorem wydanych pośmiertnie kabalistycznych dzieł, z których najbardziej znane to „Chesed le-Awraham” (Józefów 1886) i „Jesod ha-awoda” (Warszawa 1892). Cadyk zawarł w nich swoje nauki etyczne. "Chesed le-Awraham" jest zbiorem komentarzy do Tory, przeznaczonym, wedle intencji autora, dla wąskiego grona czytelników. „Jesod ha-awoda” składa się z listów Abrahama do jego uczniów w Palestynie; napisana prostym językiem, z licznymi parabolami i odniesieniami do życia codziennego, przedstawia fundamentalne treści słonimskiego chasydyzmu i jest skierowana do szerokiego grona czytelników: była wielokrotnie wznawiana po II wojnie światowej przez ocalałych z Szoa słonimskich chasydów. Zbiór jego midraszy do historii Wyjścia zredagowano i wydano po jego śmierci pod tytułem „Beer Awraham” (Warszawa 1927).

## Dziedzictwo
Abraham był zwolennikiem osiedlania się Żydów w Palestynie: jeszcze za życia cadyka jego wnuk Noach osiedlił się w Tyberiadzie, gdzie słonimski chasydyzm stał się popularny pod koniec XIX wieku. Również wielu uczniów Weinberga osiedliło się na Ziemi Izraela - Abraham utrzymywał z nimi kontakt listowny. Po śmierci cadyka jego następcą został inny jego wnuk, Samuel, a uczniowie założyli w Tyberiadzie i Jerozolimie szkoły religijne funkcjonujące po dziś dzień. Ośrodki nauczania chasydyzmu słonimskiego działają dziś w Izraelu i USA.